# سلحفاة مقنعة

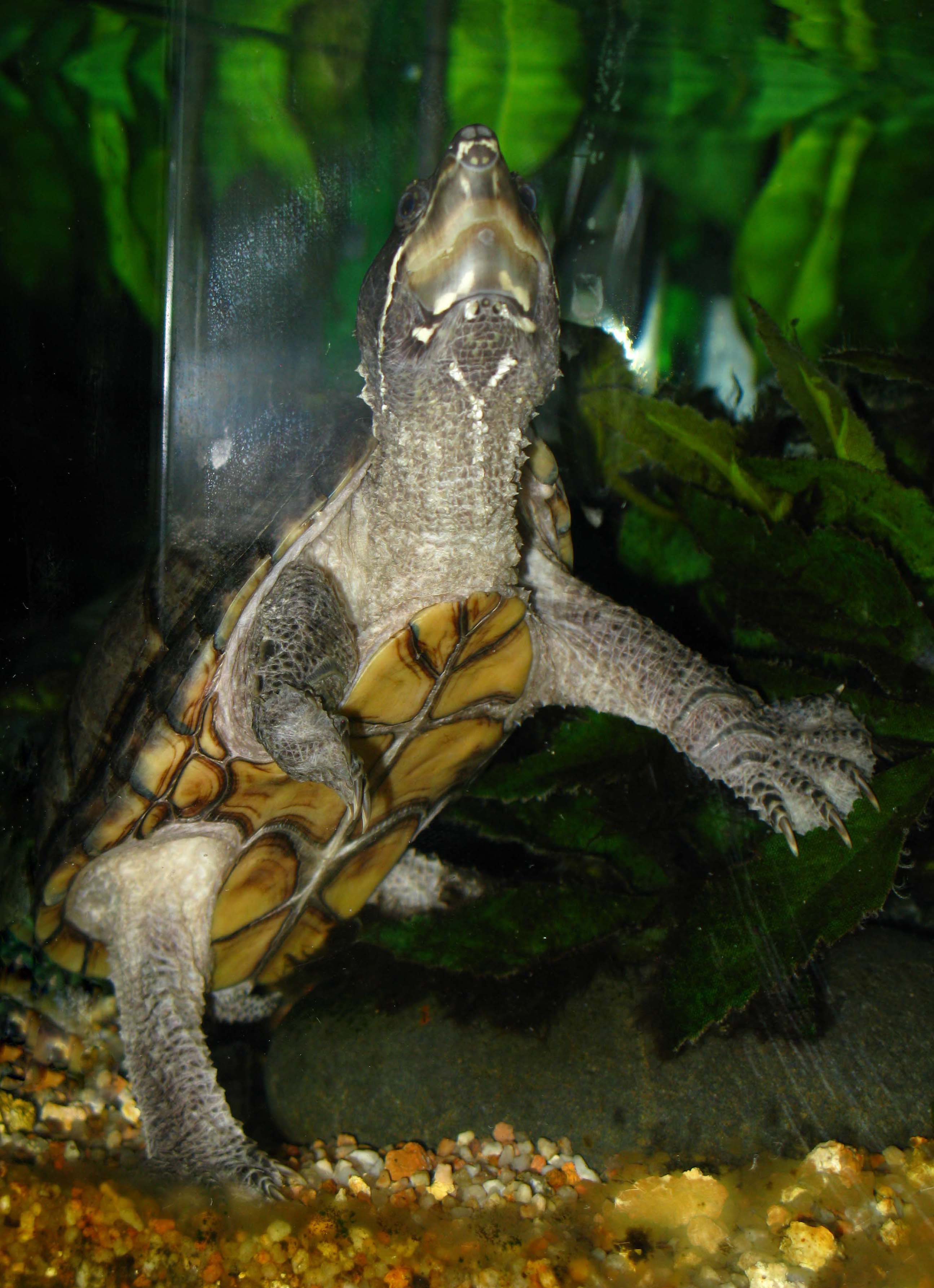

سلحفاة مقنعة (بالإنجليزية: common musk turtle) (باللاتينية: Sternotherus odoratus)، يبلغ طول السلاحف البالغة 3-4 بوصة تقريبا، وهي داكنة اللون والرأس قصيرة غير ممتدة وكذلك الأرجل قصيرة وغذائها المفضل الحشرات والمواد النباتية.